# Azepyris delamarrei
Azepyris delamarrei (лат.) — ископаемый вид мелких архаичных ос-бетилид, единственный в составе рода Azepyris из подсемейства Lancepyrinae. Обнаружен в отложениях мелового периода. Бирманский янтарь (99 млн лет; Мьянма). Название рода представляет собой сочетание Az-, в честь гименоптерологов Селсо О. Азеведо (Dr. Celso O. Azevedo) и Дани Азара (Dr. Dany Azar), которые впервые описали Lancepyrinae, и -epyris, суффикса, традиционно используемого для названия ос-бетилид. Видовой эпитет является патронимом, чествующим Янн Деламарр (Yann Delamarre), исследователя и старшего научного сотрудника программы палеонтологии Университета г. Ренна (Франция). 

## Описание
Тело довольно вдавленное, удлинённое, слабо опушенное (длина 5,35 мм). Голова прогнатная, длиннее ширины; лоб плоский, пунктированный; сложный глаз эллиптический, длиннее высоты, не покрывает длину головы, расположен на передней половине головы, ближе к мандибулам, чем к затылочному килю; наличник со срединной лопастью, сильно выступающей вперед, латеральная лопасть слабо развита; мандибулы длинные, с тремя зубцами.